# Marc Logan
Marc Anthony Logan (Lexington, 9 maggio 1965) è un ex giocatore di football americano statunitense che ha giocato nel ruolo di running back per undici stagioni nella National Football League (NFL). Al college ha giocato a football all’Università del Kentucky.

## Carriera professionistica
Marc nel quinto giro del Draft NFL 1987 dai Cincinnati Bengals. giocò undici stagionali National Football League dal 1987 al 1997 per i Bengals, Miami Dolphins, San Francisco 49ers e Washington Redskins. Nel corso della sua carriera, Marc corse 1.391 yard su 325 possessi, segnando 15 touchdown. Marc inoltre ricevette 123 passaggi per 1.135 yard e tre touchdown. Logan giocò due Super Bowl: nel Super Bowl XXIII coi Bengals fu sconfitto proprio dai 49ers con cui avrebbe vinto il Super Bowl XXIX nel 1994 contro i San Diego Chargers.

## Palmarès
- Super Bowl : 1

San Francisco 49ers: XXIX

## Statistiche
| Yard su corsa      | 1.391 |
| Touchdown su corsa | 15    |